# 潟元站
潟元站（日语：／ Katamoto eki */?）是位於日本香川縣高松市、屬於高松琴平電氣鐵道（琴電）志度線的鐵路車站，車站編號為S05。本站是志度線內繼瓦町站後，每日使用人數最多的車站，2018年估算的使用人數為每日1,869人，在全部琴電車站中排列第9。過往為平日早上站員配置的車站，但自2020年4月1日起降為無人站。
本站是線道內少數並非由開線日起便使用至今，而是1931年時因應車站重組，原本位於本站前後的「屋島運動場前站」及「西潟元站」先後廢站，再在此另外建立新的車站。本站同樣是琴電系統下的「途中下車指定站」之一。

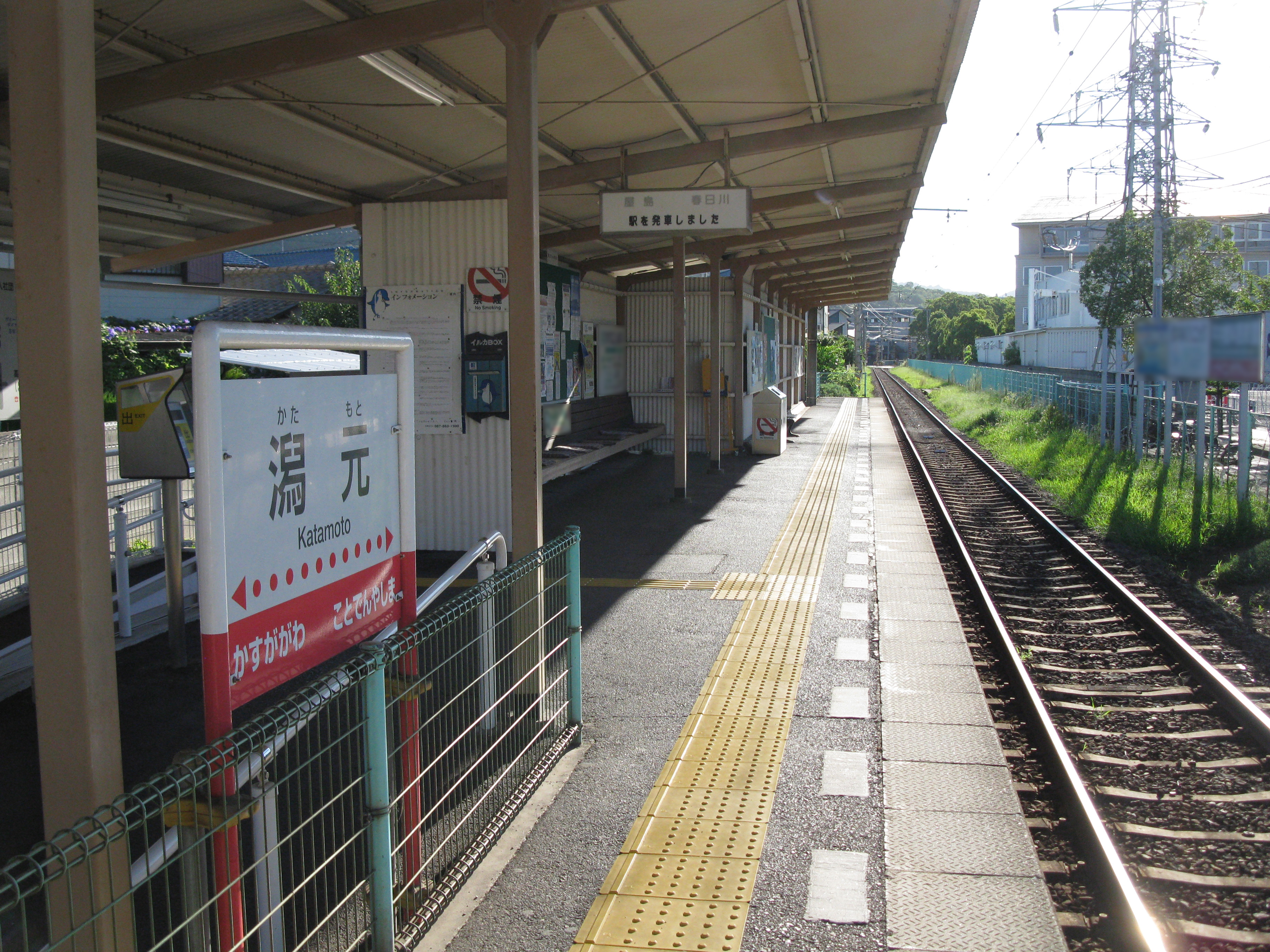
月台(2010年8月）

## 車站結構

### 站房
車站入口設於縣道150號與其他馬路的交匯處，位於靠向瓦町方向的月台末端。本站設有1座以組合屋式的搭成的舊站務室，無人化後已停用，站務室外擺放了簡易式自動售票機及自動販賣機。旁邊則有1座設男、女分隔及傷殘人士專用的洗手間1座。線道及月台對面則為市立的單車停泊處。

### 月台
側式月台1座，長度約為50米，其中靠向舊站務室的部份月台及階段被改建為無障礙斜道。斜道兩端分別裝設了出、入專用的IC卡感應器。月台上的設備較為簡樸，只設有候車長櫈及放置宣傳單張的層架1座而已。列車停靠時，往瓦町方向為右側上落；往志度方向為左側上落。
| 路線     | 方向 | 目的地             | 備註 |
| -------- | ---- | ------------------ | ---- |
| ■ 志度線 | 上行 | 瓦町方向           |      |
| ■ 志度線 | 下行 | 大町、琴電志度方向 |      |

## 歷史
- 1931年3月16日：隨四國水力電氣在本處設站，開業使用。
- 2020年4月1日：無人化[1]。

## 使用狀況
| 1日上落人數推斷 | 1日上落人數推斷 |
| 年度            | 1日平均人數     |
| --------------- | --------------- |
| 2011            | 1,747           |
| 2012            | 1,777           |
| 2013            | 1,789           |
| 2014            | 1,820           |
| 2015            | 1,908           |
| 2016            | 1,897           |
| 2017            | 1,897           |
| 2018            | 1,869           |
| 2019            | 1,884           |
| 2020            | 1,439           |
| 2021            | 1,439           |
| 2022            | 1,380           |

## 相鄰車站
高松琴平電氣鐵道（琴電）
■志度線
春日川 (S04) - 潟元 (S05) - 琴電屋島 (S06)

## 外部連結
- 高松琴平電鐵潟元站資訊 （页面存档备份，存于）（日語）